# Karnare
Karnare (Bulgaars: Кърнаре) is een dorp in de Bulgaarse gemeente Karlovo, oblast Plovdiv. Het dorp ligt hemelsbreed 63 km ten noordoosten van Plovdiv en 106 km ten oosten van Sofia.

## Bevolking
Op 31 december 2020 telde het dorp Karnare 882 inwoners. Het aantal inwoners is tussen 1934 en 2020 vrij stabiel gebleven.
In het dorp wonen vooral etnische Bulgaren, maar ook een substantiële minderheid van de Roma. In de optionele volkstelling van 2011 identificeerden 555 van de 829 ondervraagden zichzelf als etnische Bulgaren, oftewel 66,9%. De overige inwoners identificeerden zichzelf vooral als etnische Roma (244 ondervraagden, oftewel 29,4%).
| Etnische samenstelling van de respondenten (2011) | Etnische samenstelling van de respondenten (2011) | Etnische samenstelling van de respondenten (2011) | Etnische samenstelling van de respondenten (2011) | Etnische samenstelling van de respondenten (2011) |
| ------------------------------------------------- | ------------------------------------------------- | ------------------------------------------------- | ------------------------------------------------- | ------------------------------------------------- |
|                                                   |                                                   |                                                   |                                                   |                                                   |
| Bulgaren                                          | Bulgaren                                          |                                                   | 66,9%                                             | 66,9%                                             |
| Turken                                            | Turken                                            |                                                   | 1,1%                                              | 1,1%                                              |
| Roma                                              | Roma                                              |                                                   | 29,4%                                             | 29,4%                                             |
| Anders/Onbekend                                   | Anders/Onbekend                                   |                                                   | 2,6%                                              | 2,6%                                              |

## Afbeeldingen

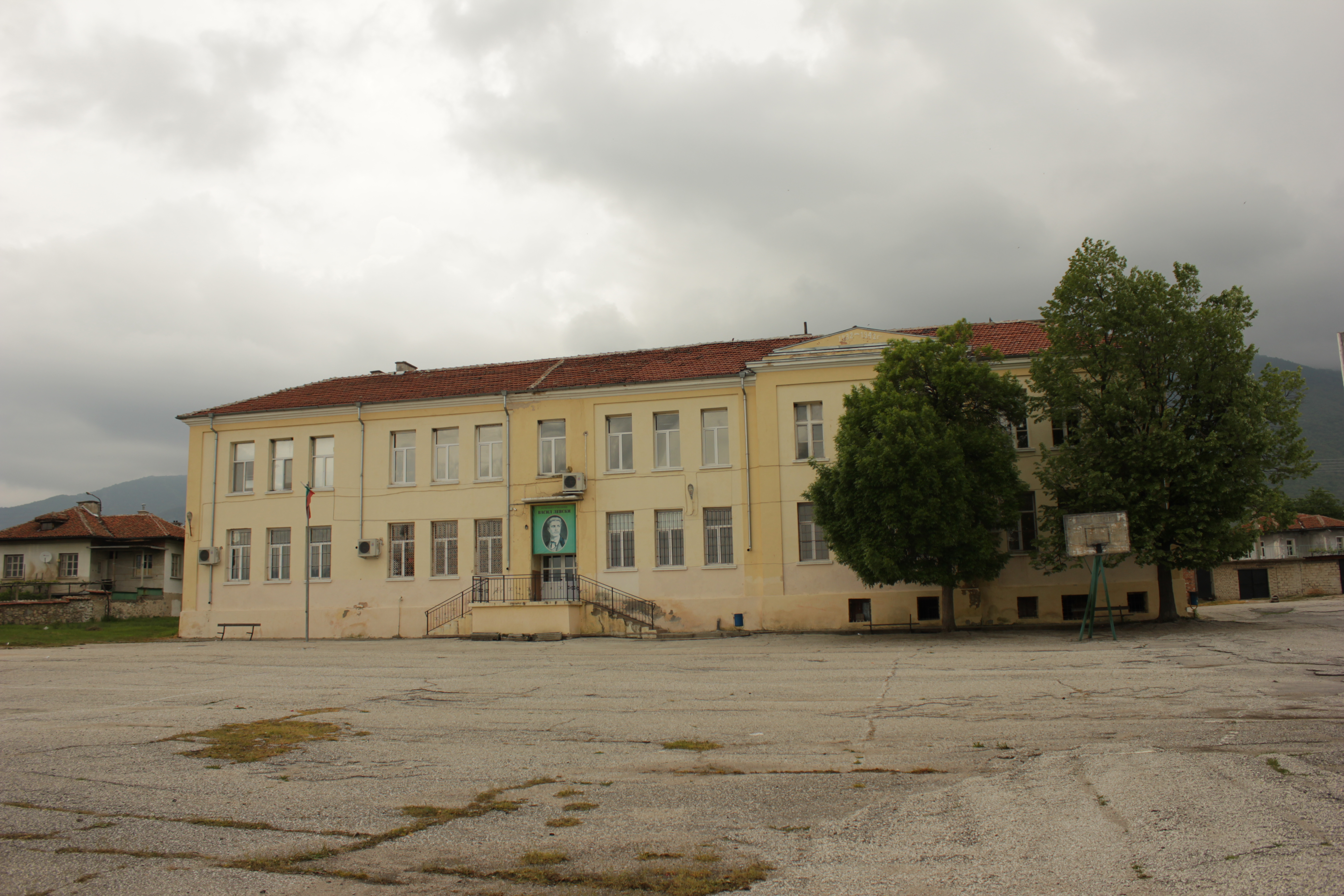
De school “Vasil Levski”
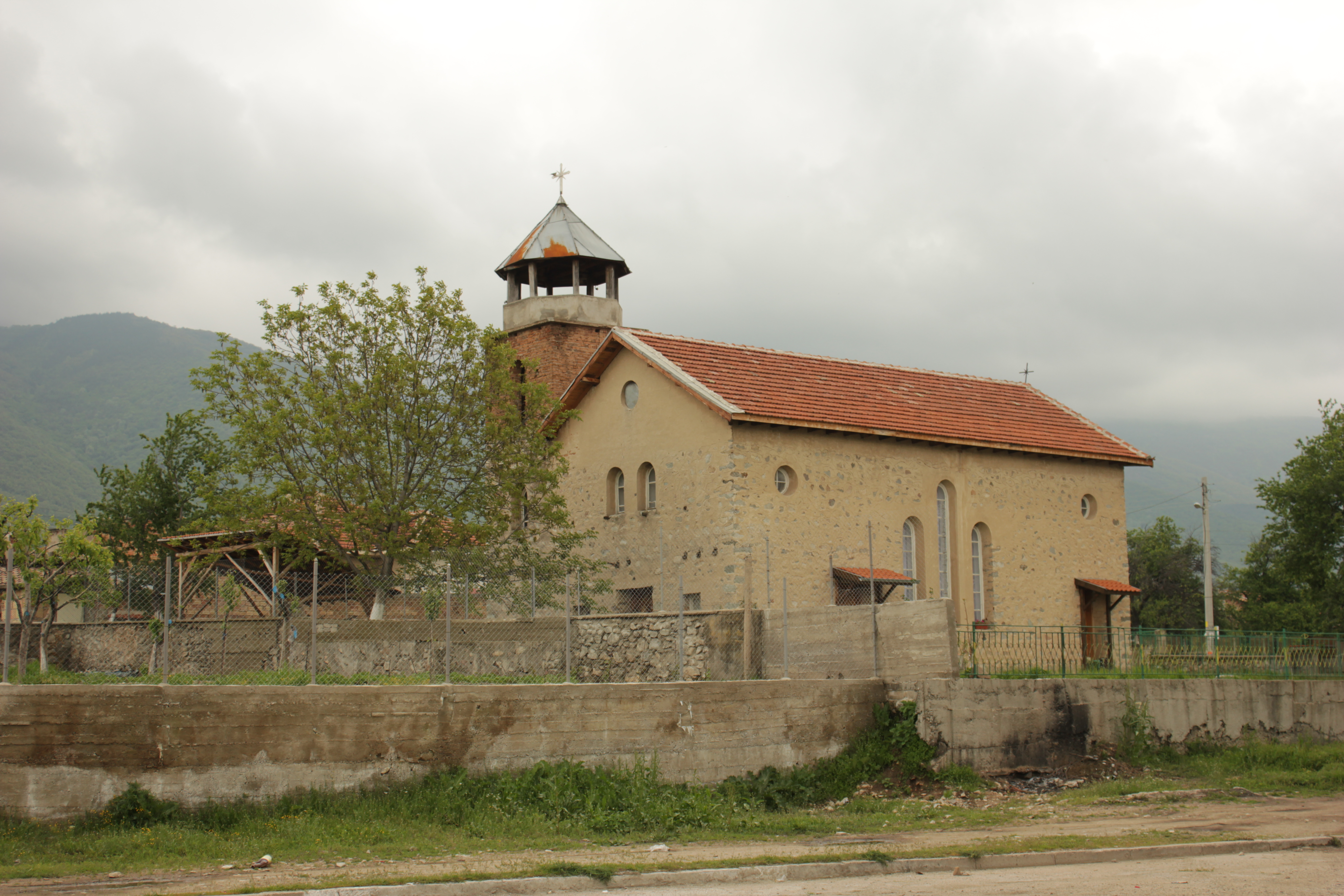
De “Sint-Joriskerk” (Joris van Cappadocië)

Banja · Begoentsi · Bogdan · Christo Danovo · Dabene · Domljan · Gorni Domljan · Iganovo · Kalofer · Karavelovo · Karlovo · Karnare · Kliment · Klisoera · Koertovo · Marino Pole · Moskovets · Mratsjenik · Pevtsite · Prolom · Rozino · Slatina · Sokolitsa · Stoletovo · Vasil Levski · Vedrare · Vojnjagovo